# Jean Heywood
Jean Heywood (Blyth, 15 luglio 1921 – 14 settembre 2019) è stata un'attrice britannica.

## Biografia
Jean Heywood nacque a Blyth il 15 luglio 1921. Sin da giovane ha sempre posseduto una passione per il teatro e comincia a recitare varie opere con alcune compagnie teatrali di Bristol e Londra. Comincia la sua carriera da attrice facendo il suo debutto nella serie televisiva britannica When the Boat Comes In dal 1976 al 1981, nei panni di Bella Seaton. Nel 1977 compare nel film britannico Our Day Out nei panni di Mrs. Kay. Tra il 1980 e il 1982 compare in un'altra serie televisiva chiamata Boys from the Blackstuff.
Nel 1987 compare anche nel film Addio Miss Marple nei panni di Edith Paget. Nel 1990 è apparsa in 12 episodi della serie Creature grandi e piccole. Nel 2000 compare nel film Billy Elliot, diventando da qui famosa per aver recitato la parte della nonna di Billy. La sua ultima apparizione risale al 2010, in un episodio della serie televisiva britannica Married Single Other. Jean Heywood si ritira dalla carriera cinematografica a 90 anni. Muore il 14 settembre 2019 a 98 anni.

## Filmografia
- When the Boat Comes In (1976-1977)
- Our Day Out (1977)
- Boys from Blackstuff (1980-1982)
- Miss Marple (Agatha Christie's Miss Marple) – serie TV, episodio 1x06 (1987)
- Creature grandi e piccole (1990)
- Billy Elliot (2000)
- Married Single Other (2010)